# David Krämer
David Krämer, né le 14 janvier 1997 à Myjava, en Slovaquie, est un joueur austro-allemand de basket-ball. Il évolue au poste d'arrière.

## Biographie
David Krämer naît en Slovaquie, pays de naissance de sa mère et où son père a été basketteur professionnel. Krämer et sa famille déménagent ensuite en Autriche, son père jouant alors avec une équipe autrichienne. Il est formé dans le club d'Oberwart Gunners. Il y fait ses débuts professionnels lors de la saison 2013-2014. En mai 2014, il rejoint le club allemand d'Ulm. Il dispute la NBA Summer League 2019 avec les Suns de Phoenix. En octobre 2019, il signe un contrat avec les Suns de Northern Arizona avec qui il dispute 15 matchs lors de la saison NBA Gatorade League 2019-2020. Il rejoint le Bayern Munich, le 23 février 2021. 
Krämer signe un contrat de deux ans en 2021 avec Braunschweig.
Le 23 juin 2023, il rejoint le club espagnol de CB Granada (en).
Le 3 juillet 2024, Krämer signe un contrat avec CB Canarias.
En juillet 2025, il s'engage pour une saison avec le Real Madrid.

## Palmarès
- Champion du monde 2023
- Coupe d'Allemagne 2021